# Kinpira

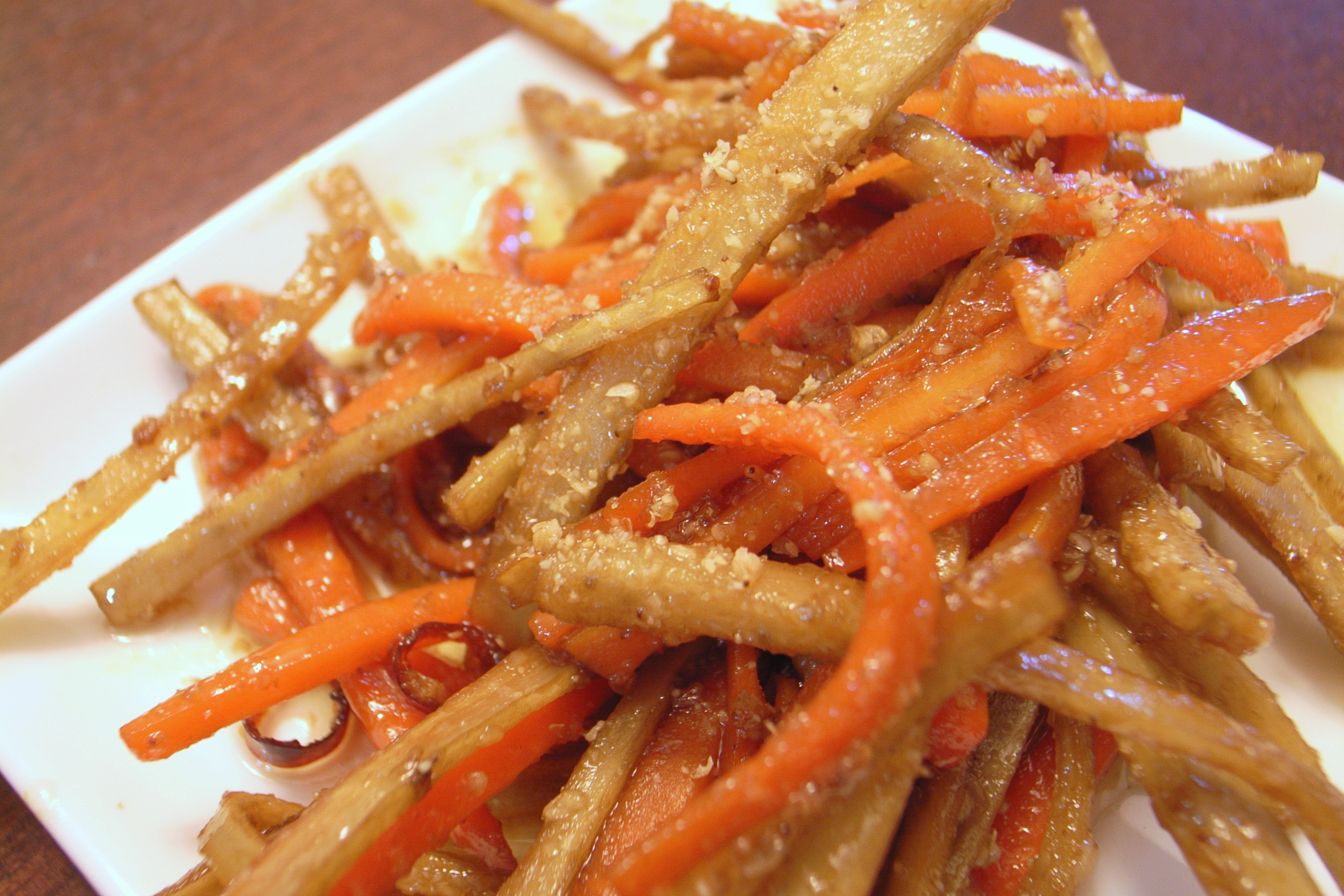
Kinpira elaborado con raíz de bardana y zanahoria.

Kinpira (金平?) es una técnica japonesa de cocción que puede resumirse como una técnica culinaria en la que se "saltea y se hierve a fuego lento". Por lo general se emplea para cocinar raíces (tales como zanahorias, cardo y la raíz de loto), algas (tales como arame y hiziki) y otros alimentos como el tofu y el namafu (生麸?) (gluten blanco).